# Otočec
Otočec es una localidad eslovena perteneciente a la región de Eslovenia Sudoriental.
El nombre de esta localidad fue el de Šent Peter hasta 1952, cuando su nombre cambió al actual, con el objetivo de las autoridades yugoslavas de eliminar topónimos relacionados con la religión.

## Lugares de interés

### Iglesia
La iglesia de la localidad está construida en honor a San Pedro y pertenece a la Diócesis de Novo Mesto. 
Fue mencionada en escritos ya en el siglo XV, y sufrió remodelaciones durante los siglos XVII y XIX.

### Castillo de Otočec
El castillo de Otočec es la gran atracción turística de la localidad. Mencionado en escritos ya en el siglo XIII, y el castillo se encuentra en una pequeña isla en el río Krka.
El islote está unido a ambas orillas del río por dos puentes de madera (un puente norte y un puente sur), de modo que es posible conducir desde el lado norte o el lado sur, directamente a través del islote, hasta el lado opuesto del río. Hay aparcamiento en la entrada del puente norte y en el propio islote, pero no hay aparcamiento en la entrada del puente sur.
Este castillo es el único castillo con foso de agua en Eslovenia y ahora se ha convertido en un pequeño hotel de lujo. También es miembro de Relais & Châteaux, que es una asociación global de hoteles y restaurantes de lujo de propiedad y gestión individual. Bradt Travel Guides lo ha considerado como "uno de los hoteles más famosos de Eslovenia". El castillo también cuenta con un restaurante de clase mundial.
Esta isla también cuenta con un embarcadero, un campo de golf y un parque de aventuras con un circuito de cuerdas.